# Saint-Léger-des-Prés
Pour les articles homonymes, voir Saint-Léger.
Saint-Léger-des-Prés est une commune française située dans le département d'Ille-et-Vilaine en région Bretagne, peuplée de 295 habitants.

## Géographie
La commune de Saint-Léger-des-Prés fait partie du canton de Combourg, dans l'arrondissement de Saint-Malo.

### Communes limitrophes
| Combourg | Cuguen               | Noyal-sous-Bazouges |
| Lanrigan | Saint-Léger-des-Prés |                     |
|          | Dingé                | Marcillé-Raoul      |

### Hydrographie
Pour un article plus général, voir Réseau hydrographique d'Ille-et-Vilaine.
La commune est située dans le bassin Loire-Bretagne. Elle est drainée par l'Ille, la Tamout, le ruisseau de la Fontaine du theil,,.
L'Ille, d'une longueur de 49 km, prend sa source dans la commune de Dingé et se jette  dans la Vilaine à Rennes, après avoir traversé onze communes. 

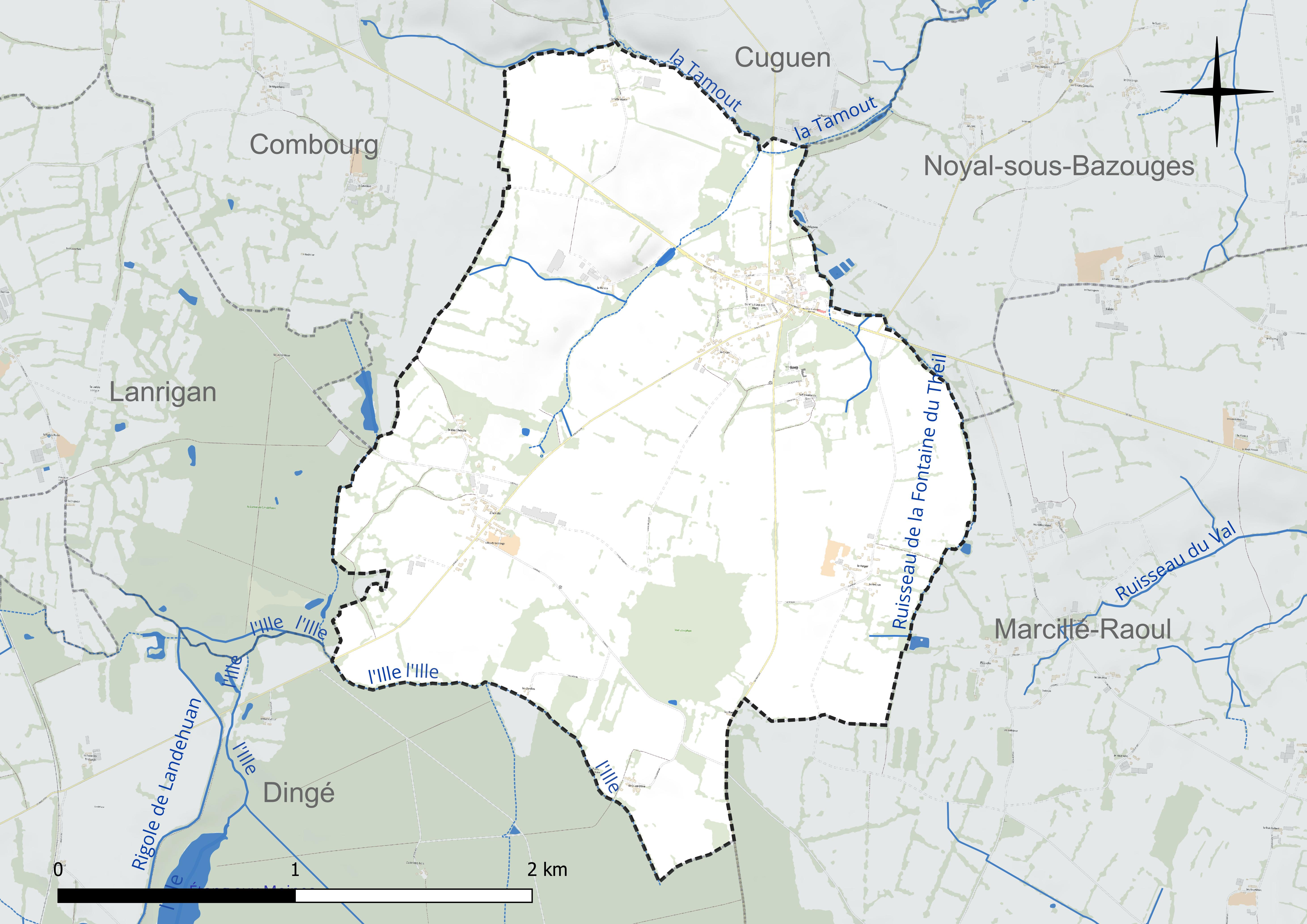
Réseau hydrographique de Saint-Léger-des-Prés.

La Tamout, d'une longueur de 18 km, prend sa source dans la commune de Combourg et se jette  dans le Couesnon à Val-Couesnon, après avoir traversé sept communes. 

### Climat
Pour des articles plus généraux, voir Climat de la Bretagne et Climat d'Ille-et-Vilaine.
En 2010, le climat de la commune est de type climat océanique altéré, selon une étude du CNRS s'appuyant sur une série de données couvrant la période 1971-2000. En 2020, Météo-France publie une typologie des climats de la France métropolitaine dans laquelle la commune est exposée à un climat océanique et est dans la région climatique  Bretagne orientale et méridionale, Pays nantais, Vendée, caractérisée par une faible pluviométrie en été et une bonne insolation. Parallèlement l'observatoire de l'environnement en Bretagne publie en 2020 un zonage climatique de la région Bretagne, s'appuyant sur des données de Météo-France de 2009. La commune est, selon ce zonage, dans la zone « Intérieur Est  », avec des hivers frais, des étés chauds et des pluies modérées.  
Pour la période 1971-2000, la température annuelle moyenne est de 11,3 °C, avec une amplitude thermique annuelle de 12,4 °C. Le cumul annuel moyen de précipitations est de 748 mm, avec 12,6 jours de précipitations en janvier et 7,3 jours en juillet. Pour la période 1991-2020, la température moyenne annuelle observée sur la station météorologique la plus proche, située sur la commune de Feins à 7 km à vol d'oiseau, est de 11,9 °C et le cumul annuel moyen de précipitations est de 816,2 mm,. Pour l'avenir, les paramètres climatiques de la commune estimés pour 2050 selon différents scénarios d'émission de gaz à effet de serre sont consultables sur un site dédié publié par Météo-France en novembre 2022.

## Urbanisme

### Typologie
Au 1er janvier 2024, Saint-Léger-des-Prés est catégorisée commune rurale à habitat dispersé, selon la nouvelle grille communale de densité à sept niveaux définie par l'Insee en 2022.
Elle est située hors unité urbaine et hors attraction des villes,.

### Occupation des sols
L'occupation des sols de la commune, telle qu'elle ressort de la base de données européenne d'occupation biophysique des sols Corine Land Cover (CLC), est marquée par l'importance des territoires agricoles (93,6 % en 2018), une proportion identique à celle de 1990 (93,6 %). La répartition détaillée en 2018 est la suivante : 
terres arables (62,8 %), zones agricoles hétérogènes (26,1 %), forêts (6,4 %), prairies (4,7 %). L'évolution de l'occupation des sols de la commune et de ses infrastructures peut être observée sur les différentes représentations cartographiques du territoire : la carte de Cassini (XVIIIe siècle), la carte d'état-major (1820-1866) et les cartes ou photos aériennes de l'IGN pour la période actuelle (1950 à aujourd'hui).

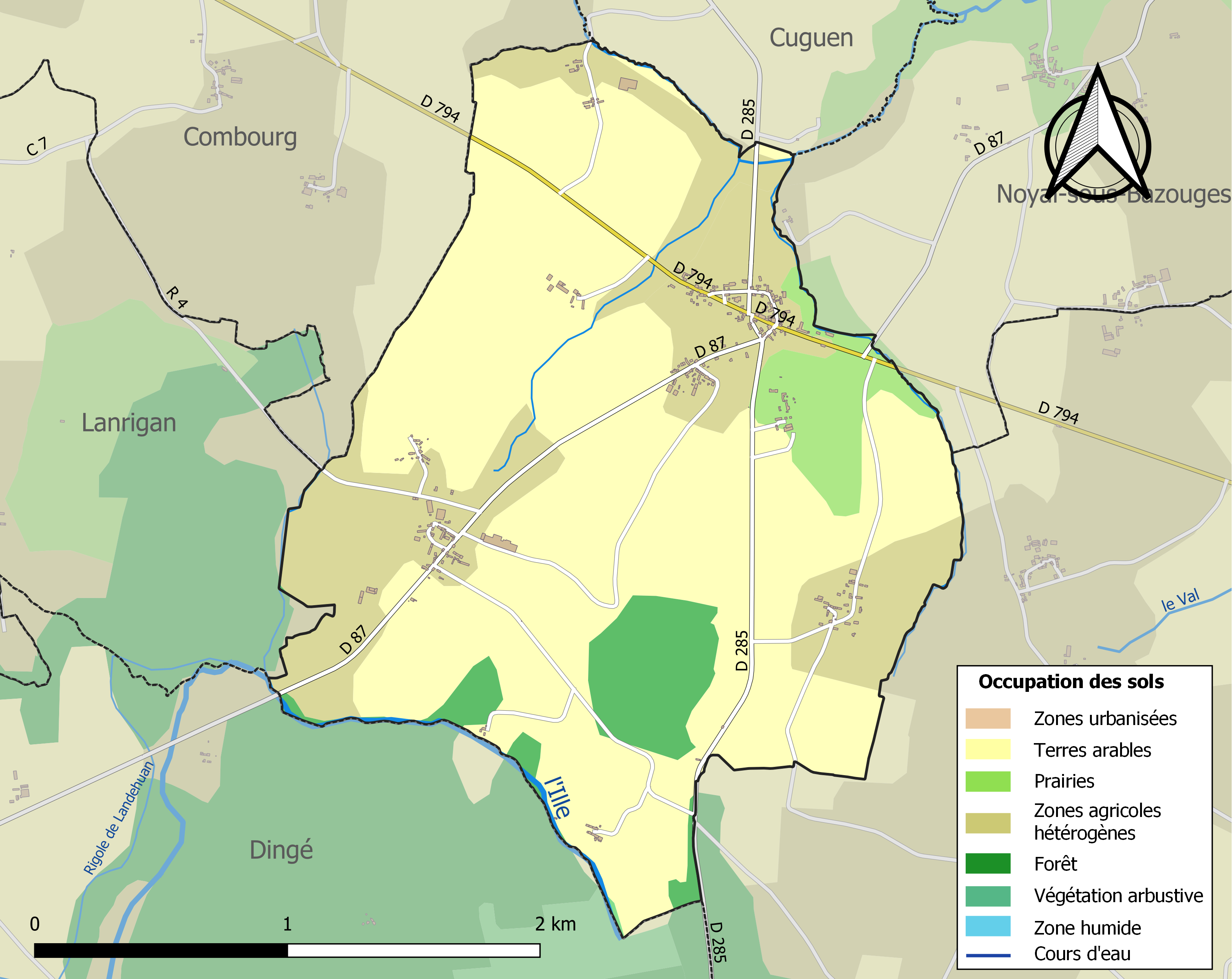
Carte des infrastructures et de l'occupation des sols de la commune en 2018 (CLC).

## Toponymie
Le nom de la localité est attesté sous la forme Ecclesia de Sancto Leodegario au XIe siècle, S; Lieger en 1630.
En 1920, le nom officiel de la commune est modifié de Saint-Léger en Saint-Léger-des-Prés.
Le nom de la localité en gallo a été retranscrite sous la forme Saint-Ligeu.
Le gentilé est Saint-Légois.

## Histoire
Fin 2022, un rapport de la chambre régionale des comptes suggère une fusion avec Combourg face aux difficultés financières rencontrées par la commune.

## Héraldique
| Blason de Saint-Léger-des-Prés | Blason  | D'hermine au clocher de l'église au naturel et à la bordure de sinople, à l'enseigne d'auberge au naturel brochant sur le tout en pointe. |
| Blason de Saint-Léger-des-Prés | Détails | Le statut officiel du blason reste à déterminer.                                                                                          |

## Devise
La devise de cette commune est : « Dans les prés de Saint-Léger,
on a toujours le cœur léger ! »

## Politique et administration

### Rattachements administratifs et électoraux
Saint-Léger-des-Prés appartient à l'arrondissement de Saint-Malo et au canton de Combourg depuis sa création. Le redécoupage cantonal de 2014 a modifié sa composition et le canton englobe aujourd'hui la quasi-intégralité de la communauté de communes.
Pour l'élection des députés, la commune fait partie de la troisième circonscription d'Ille-et-Vilaine, représentée depuis février 2020 par Claudia Rouaux (PS-NFP). Auparavant, elle a successivement appartenu à la circonscription de Saint-Malo (Second Empire), la 2e circonscription de Saint-Malo (IIIe République), la 6e circonscription (1958-1986) et la 2e circonscription (1988-2012).

### Intercommunalité
Depuis le 6 décembre 1995, Saint-Léger-des-Prés appartient à la communauté de communes Bretagne Romantique. Cette intercommunalité a succédé à l'association pour le développement économique du Combournais puis au SIVOM des cantons de Combourg, Tinténiac et Pleine-Fougères, fondé en décembre 1979, auquel appartenait la commune.

### Administration municipale
Le nombre d'habitants au dernier recensement étant compris entre 100 et 499, le nombre de membres du conseil municipal est de 11.

### Liste des maires
| Période                                  | Période        | Identité                 | Étiquette | Qualité     |
| ---------------------------------------- | -------------- | ------------------------ | --------- | ----------- |
| Maire en 1933                            |                | M. Berranger             |           |             |
| Maire en 1938                            |                | M. Monsellier            |           |             |
| ?                                        | mars 1977      | Jean Martin              |           |             |
| mars 1977                                | juin 1995      | Job Le Borgne de la Tour | DVD       |             |
| juin 1995                                | mars 2014      | Jean-Yves Ganche         |           | Agriculteur |
| mars 2014                                | 5 juillet 2020 | France Blanchet          | SE        | Retraitée   |
| 5 juillet 2020                           | En cours       | Olivier Bernard          |           | Comptable   |
| Les données manquantes sont à compléter. |                |                          |           |             |

## Démographie
L'évolution du nombre d'habitants est connue à travers les recensements de la population effectués dans la commune depuis 1793. Pour les communes de moins de 10 000 habitants, une enquête de recensement portant sur toute la population est réalisée tous les cinq ans, les populations de référence des années intermédiaires étant quant à elles estimées par interpolation ou extrapolation. Pour la commune, le premier recensement exhaustif entrant dans le cadre du nouveau dispositif a été réalisé en 2004.
En 2022, la commune comptait 295 habitants, en évolution de +16,14 % par rapport à 2016 (Ille-et-Vilaine : +5,46 %, France hors Mayotte : +2,11 %).
| 1793 | 1800 | 1806 | 1821 | 1831 | 1836 | 1841 | 1846 | 1851 |
| ---- | ---- | ---- | ---- | ---- | ---- | ---- | ---- | ---- |
| 372  | 350  | 372  | 378  | 377  | 413  | 400  | 416  | 438  |

| 1856 | 1861 | 1866 | 1872 | 1876 | 1881 | 1886 | 1891 | 1896 |
| ---- | ---- | ---- | ---- | ---- | ---- | ---- | ---- | ---- |
| 423  | 436  | 436  | 456  | 473  | 507  | 489  | 494  | 485  |

| 1901 | 1906 | 1911 | 1921 | 1926 | 1931 | 1936 | 1946 | 1954 |
| ---- | ---- | ---- | ---- | ---- | ---- | ---- | ---- | ---- |
| 441  | 410  | 395  | 360  | 338  | 330  | 330  | 336  | 305  |

| 1962 | 1968 | 1975 | 1982 | 1990 | 1999 | 2004 | 2006 | 2009 |
| ---- | ---- | ---- | ---- | ---- | ---- | ---- | ---- | ---- |
| 305  | 293  | 250  | 230  | 231  | 232  | 222  | 206  | 228  |

| 2014 | 2019 | 2022 | - | - | - | - | - | - |
| ---- | ---- | ---- | - | - | - | - | - | - |
| 247  | 284  | 295  | - | - | - | - | - | - |

## Lieux et monuments
- Château de la Croix-Chemin, XVIe siècle.
- Église Saint-Léger des XVe et XVIe siècles. Le retable est orné d'une peinture anonyme datée de 1706 représentant saint Julien de Brioude, martyr du IVe siècle.

Église Saint-Léger
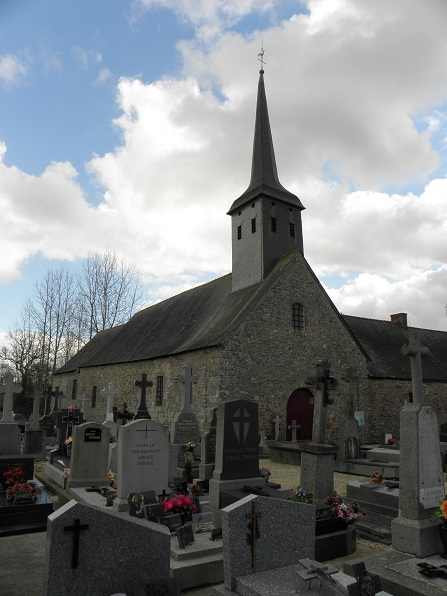
L'église Saint-Léger et le cimetière.
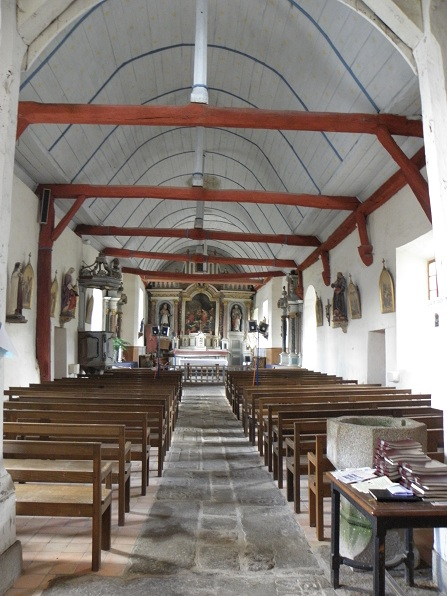
Vue intérieure de l'église.
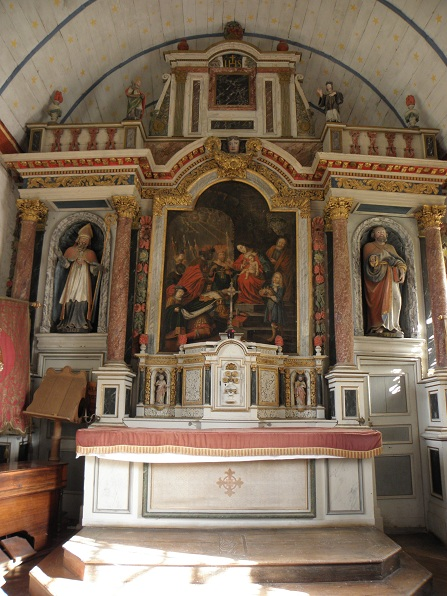
Le maître-autel.
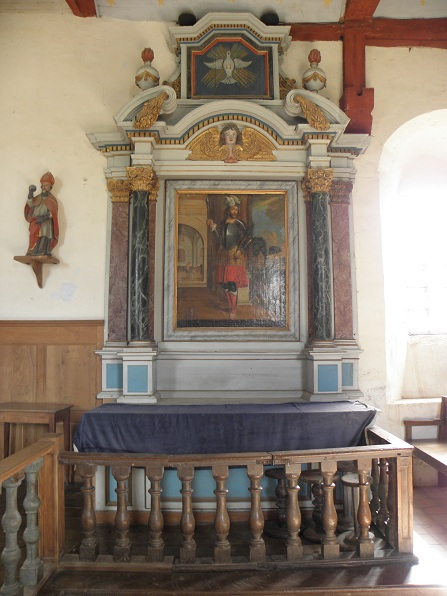
L'autel de saint Julien.